# MediaWiki
MediaWiki je softverski paket otvorenog koda koji pokreće wikipediju i sve ostale Wikimedijine projekte.
Nemojte zamijeniti s Zakladom Wikimedia, koja upravlja Wikipedijom i sestrinskim projektima.
MediaWiki [ˈmiːdiəˌwɪki], slobodna i otvorena wikiaplikacija koju je originalno razvio Zaklada Wikimedija, a pokreće mnoge websiteove, uključujući Wikipediju, Wiktionary i Wikimedia Commons. Napisan je u programskom jeziku PHP i upotrebljava pozadinsku bazu podataka. MediaWiki je kombinacija riječi »media« (engl.: mediji) i »wikipedia« (od havajski wiki: brz + engl. [encyclo]pedia: enciklopedija), čime se implicira da je svagdje dostupan i da je sveznajuć.
Prva verzija softvera bila je postavljena 2002. da služi potrebama enciklopedije Wikipedije. Wikipedia i drugi projekti Wikimedije nastavljaju definirati velik dio skupa zahtjeva za MediaWiki. Softver je optimiziran za efikasno rukovanje velikim projektima, koji mogu imati terabajtove sadržaja i stotine hiljada pogodaka u sekundi. Budući da je Wikipedia jedan od najvećih websiteova na svijetu, postizanje skalabilnosti kroz višestruke slojeve keširanja i replikacije baze podataka izazivalo je veliku zabrinutost među developerima.
Softver ima više od 800 konfiguracijskih postavki i više od 2000 ekstenzijâ dostupnih za omogućavanje dodavanja i izmjenjivanja raznih svojstava. Samo na Wikipediji više od 1000 automatskih i poluautomatskih botova i drugih alata razvijeno je radi asistiranja pri uređenju.
Neke kompanije također su postavile softver kao interni sistem upravljanja znanjem, a neki edukatori doznačili su studente da upotrebljavaju MediaWiki za kolaborativne grupne projekte.

## Način rada
Stranice koriste MediaWikijin wikitekst format koji omogućava suradnicima koji ne posjeduju znanje XHTML-a i CSS-a da ih uređuju. Kada suradnik sačuva svoju izmjenu na nekoj stranici, MediaWiki ju upisuje u bazu podataka, ali bez brisanja prethodnih verzija stranice, čime se omogućuje jednostavno vraćanje u slučaju vandalizma i/ili spama. MediaWiki također može raspolagati slikama i multimedijskim datotekama, koje se pohranjuju u datotečni sustav (file system). Za velike wikije s velikim brojem suradnika, MediaWiki omogućava caching.
Kako je MediaWiki softver više fleksibilan, internetske stranice ga koriste više od ostalih tipova wiki softvera. Osim Wikimedije, Wikia je također primjer tvrtke koja koristi MediaWiki softver kako bi omogućila suradnicima da uređuju stranice. Neke internetske stranice čak koriste MediaWiki kao svoj content management system.

### Ekstenzije
Sistemski administrator može instalirati ekstenziju koja se nalazi na glavnoj internetskoj stranici MediaWiki. Neke dolaze od MediaWiki developera, a neke od programera u cijelom svijetu.
Većina se ekstenzija može skinuti sa stranice Wikimedijinog repozitorija. Ipak, neke ekstenzije se hostaju na internetskim stranicama ljudi kojih su ih razvili. 
Neke su ekstenzije dodane u glavni softver tijekom razvijanja MediaWiki. To je, primjerice, ekstenzija Makesysop koja promovira suradnika u administratora ili u birokrata.
Prema podatcima od 2. ožujka 2011. tada je postojalo već preko 1790 ekstenzija.

### Bugovi
Pošto je MediaWiki kompleksan softver, u njemu uvijek postoje softverske greške - bugovi, posebno u novim ekstenzijama. Zbog toga je Wikimedia kreirala internetsku stranicu Bugzilla kako bi ljudi koji se susretnu s bugom mogli prijaviti bug developerima MediaWiki softvera.
Neke ekstenzije za MediaWiki koriste gore spomenutu Wikimedia Bugzillu dok neke samo koriste stranicu za razgovor o dotičnoj ekstenziji.

### Skinovi
Tijekom razvoja MediaWikija različiti skinovi došli su pod okrilje glavnog softvera. Na primjer, Wikipedija je nekad koristila skin Nostalgia ali se potom prebacila na Monobook prije integracije Vector skina u verziji 1.16.
Wikimedijina anketa pokazala je da većina suradnika preferira Vector skin.
Moguće je promijeniti skin prema suradnikovoj želji u Mojim postavkama.

## Imenski prostori
U defaultnoj instalaciji MediaWiki softvera postoji 17 imenskih prostora (zapravo 18, ali jedan nema imenski prostor). Evo njihovog popisa:
- Članak (bez imenskog prostora, kao ova stranica)
- Razgovor - glavni imenski prostor za razgovor
- Korisnik - stranica suradnika
- Razgovor sa suradnikom - stranica za razgovor s nekim suradnikom
- Projekt - imenski prostor projekta (ovdje je to Wikipedia - npr. Wikipedia:Izabrani članci)
- Razgovor o projektu - stranica za razgovor za imenski prostor projekta
- Datoteka - stranica za slike i zvukove
- Razgovor o datoteci - stranica za razgovor o multimediji
- MediaWiki - softverska stranica, ovaj tip stranica mogu uređivati samo administratori
- Razgovor o MediaWiki - stranica za razgovor o softverskoj stranici, svatko ju može uređivati
- Šablon - za predloške/šablone
- Razgovor o šablonu - stranica za razgovor o šablonu/predlošku
- Pomoć - stranice pomoći (npr. Pomoć:Sadržaj)
- Razgovor o pomoći - stranica za razgovor o stranici pomoći
- Kategorija - stranica za kategoriziranje članaka
- Razgovor o kategoriji - stranica za razgovor o kategoriji
- Special - posebne stranice MediaWiki softvera
- Media - imenski prostor za direktni link prema datoteci

Dodatni imenski prostori mogu se dodati korištenjem settings datoteke u instalaciji MediaWikija.

## Vanjske poveznice
- Službena stranica
- Arhivirana inačica izvorne stranice od 13. kolovoza 2004. (Wayback Machine) Više informacija na Freshmeatu
- MediaWiki na Sourceforge